# Calanthe hoshii
Calanthe hoshii är en orkidéart som beskrevs av S.Kobay. Calanthe hoshii ingår i släktet Calanthe och familjen orkidéer. Inga underarter finns listade i Catalogue of Life.